# Kosmiczny rejs
Kosmiczny rejs (ros. Космический рейс, Kosmiczeskij riejs) – radziecki film niemy z 1936 roku.

## Obsada
- Siergiej Komarow jako Siedych
- Ksienija Moskalenko jako Marina, asystentka profesora Karina
- Wasilij Gaponienko jako Andriusza Orłow
- Nikołaj Fieoktistow jako Wiktor Orłow
- Wasilij Kowrigin jako profesor Karin